# 후터스

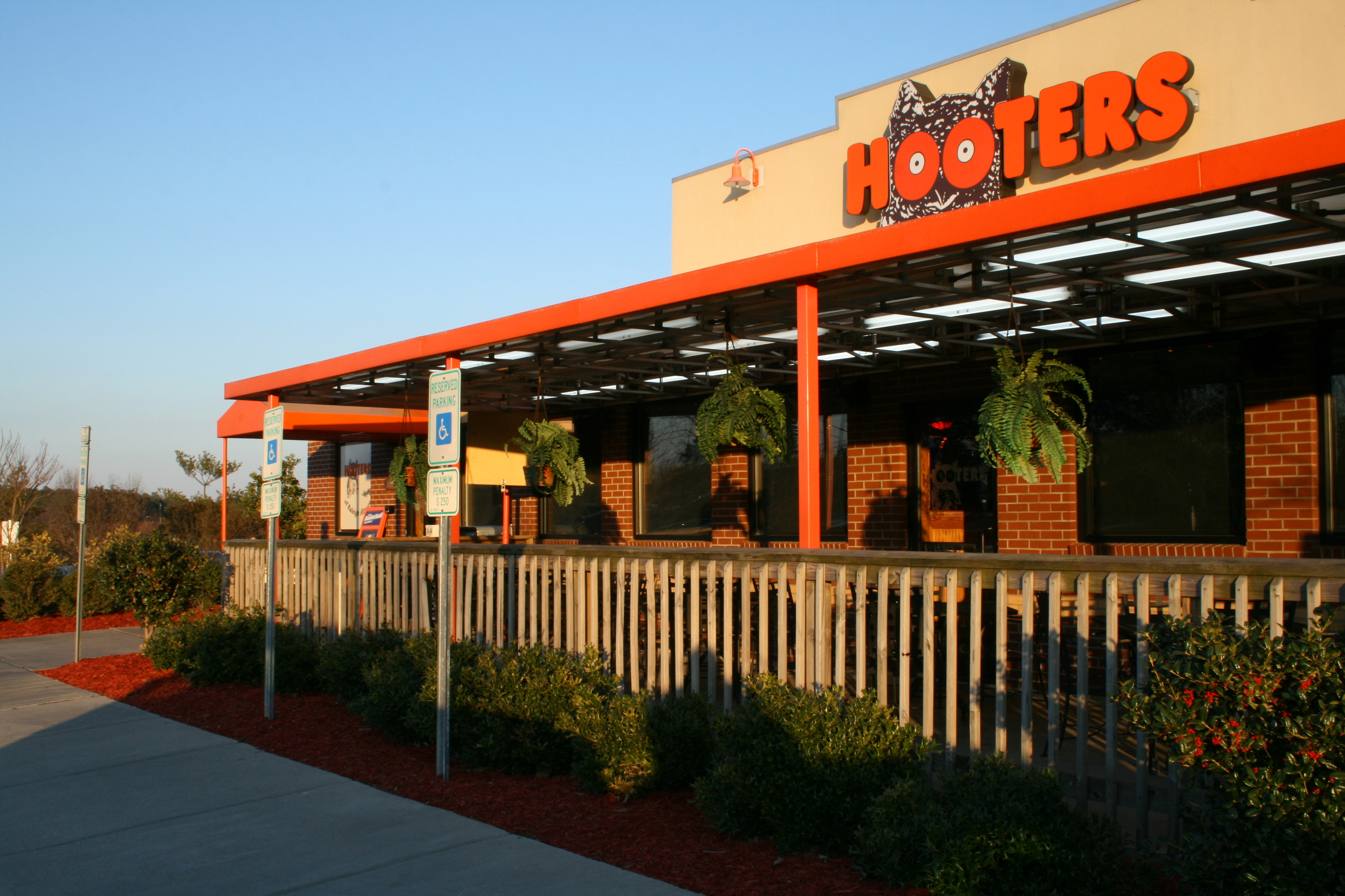
노스캐롤라이나주에 있는 후터스

후터스(Hooters)는 미국의 레스토랑 체인점이다. 1983년 플로리다주 클리어워터에서 설립되었으며, 조지아주 애틀랜타에 본사를 두고 있다. 직영점과 프랜차이즈를 포함하여 미국 46개 주 및 브라질, 캐나다, 멕시코, 파라과이, 페루, 칠레, 오스트레일리아, 과테말라, 파나마, 중국, 대한민국, 일본, 베네수엘라, 싱가포르(최초로 해외 입점하였다) 등 20여개국에 걸쳐 435개 레스토랑을 두고 있다. 대한민국에서는 강남구 논현동에 지점을 두고 있다.
후터스는 비록 호스트(일부 프랜차이즈), 매니저, 버스 보이 등에 남자 종업원이 근무하고 있으나, 여성 웨이트리스를 통해 남성 고객을 주 대상으로 삼고 있다. 메뉴로는 햄버거를 비롯한 샌드위치 류, 스테이크, 해산물, 닭고기 등을 취급하는데, 특히 버팔로 윙이 전문이다. 대체로 모든 후터스는 주류판매허가를 소지하고 있으며, 맥주와 와인을 취급한다. 또한 티셔츠 등 기념품(memento)을 판매한다.

## 후터스 걸

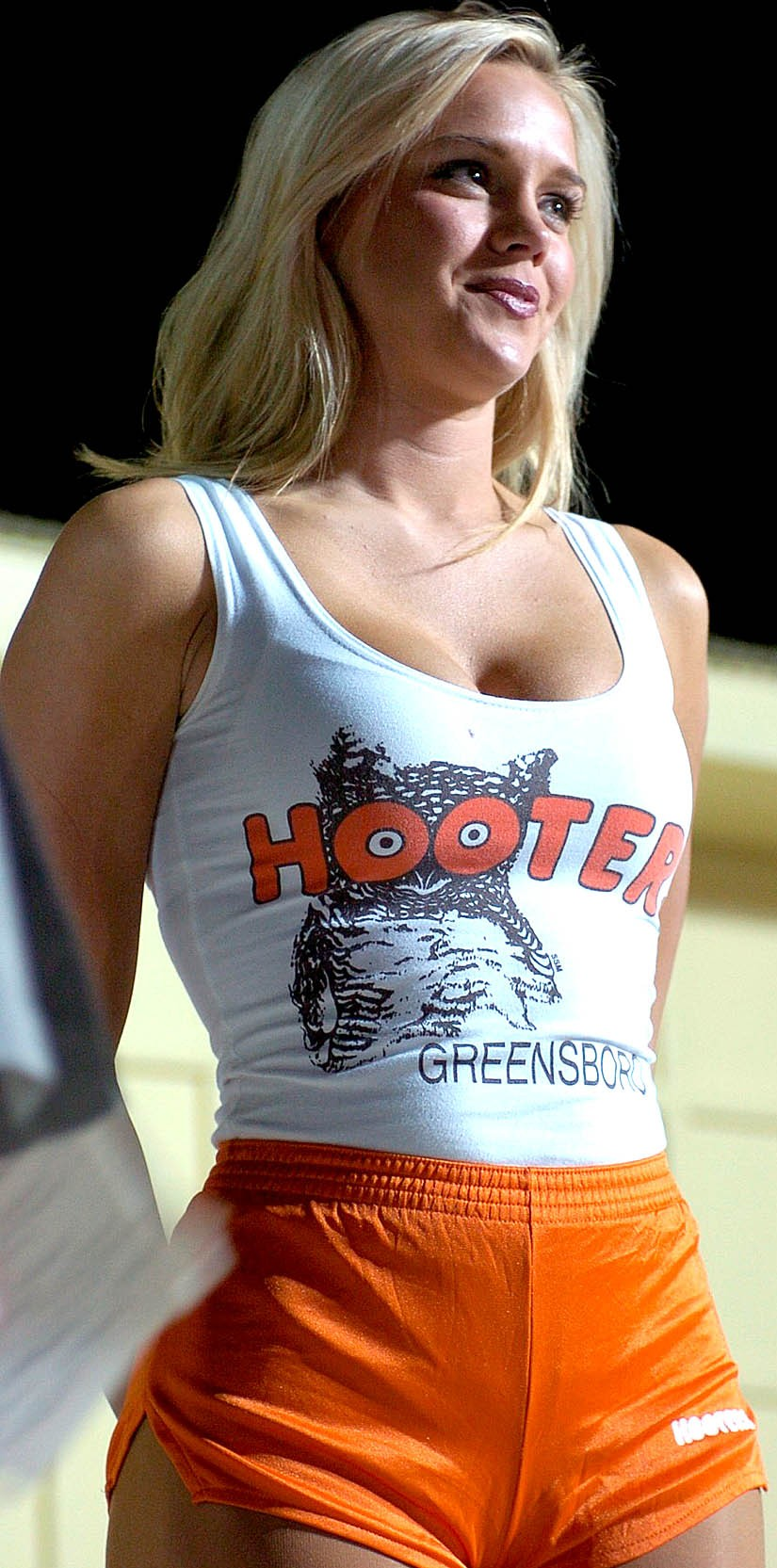
후터스걸 복장을 한 멜리사 포

후터스 걸(Hooters Girls)은 후터스 레스토랑 체인에서 근무하는 웨이트리스를 가리키는 말이다. 후터스 공식 홈페이지에 의하면 후터스 걸은 치어리더의 이미지를 차용했다. 그래서 후터스에서는 각종 스포츠 경기장에 후터스 걸을 보내 응원하며 한국에서도 잠실 야구장에서 프로 야구 경기가 있을 때 후터스 걸을 만날 수 있다. 최근에 최홍만의 K-1 응원 이벤트를 기획했으나 취소되었다.

### 채용에 관련된 이야기
후터스 걸로 선발되면 서비스 및 소양교육은 물론 영어 교육과 매년 라스베거스에서 열리는 '미스 후터스걸 인터내셔널 선발대회'에 참여한다고 한다.
후터스 홈페이지에 따르면, 후터스 걸의 섹스어필에 대한 논란이 있지만, 후터스에서는 여성의 여성으로서의 성적 매력을 발산하는 것을 여성의 권리로 받아들이고 그것을 존중하는 입장에서 후터스 걸의 복장과 이미지를 형성하고 있다고 한다. 미국에서는 여성만 후터스 걸로 채용하는 데 대한 법률 분쟁이 제기되기도 했다.

### 후터스 걸의 복장
후터스 걸은 후터스의 올빼미 로고와 지점 명이 박힌 흰 탱크 탑과 유명한 짧은 오렌지 반바지로 쉽게 알아볼 수 있다. 원래 셔츠는 흰 면직물로 팽팽하게 당겨서 뒤에서 묶어 가슴을 강조 했다. 수년 동안 이 매듭 묶기는 영업 시작 전의 정규 행사였다. 후에 후터스는 매듭을 없앤 타이트한 흰 스판덱스 셔츠로 바꿨고 이 셔츠는 물에 젖어도 속이 비치지 않게 되었다. 웨이트리스들은 날씨가 추워지면 보다 적당한 셔츠를 입을 수 있다. 후터스는 탑의 색상과 디자인에 변화를 주기 시작했다. 월요일에는 위장무늬 테마(Military Mondays), 금요일에는 검은색(Formal Fridays), NFL 시즌에는 지역 풋볼 팀의 유니폼을 입는다. 후터스 걸의 나머지 의상은 광택있는 울트라 쉬어 선탠 팬티스타킹(Glossy Ultra sheer Suntan Pantyhose)와 흰 양말, 흰 운동화로 이루어져 있다. 후터스에 일하는 남성은 셔츠에 긴 바지나 버뮤다 반바지 아니면 요리하기 적당한 옷을 입는다.

### 비판
이러한 사업은 여성의 성과 외모를 대상화시키고 상품화시킨 것이라는 비판을 받고 있다.

## 기타
- 영어 단어 'hooter'는 올빼미라는 뜻 이외에 커다란 가슴을 의미한다.[4]

## 같이 보기
- 빈랑시스
- 메이드 카페